# Chalifa Haftar

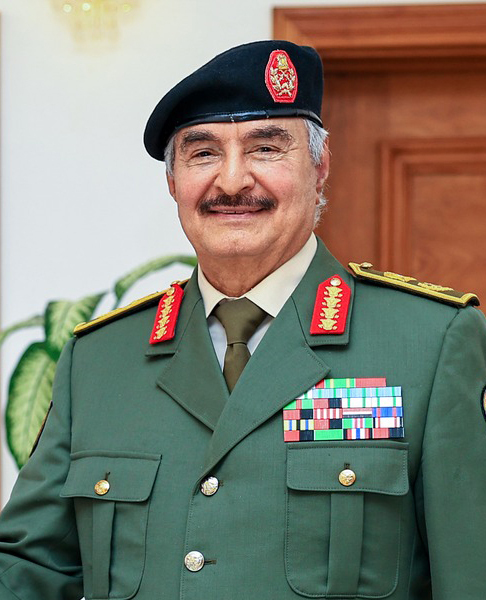
Chalifa Haftar (2023)

Chalifa Belqasim Haftar Alferjani (arabisch خليفة بلقاسم حفتر الفرجاني, DMG Ḫalīfa Bilqāsim Ḥaftar al-Firǧānī; geboren am 7. November 1943 in Adschdabiya) ist ein mit der libyschen Regierung in Tripolis rivalisierender Militärmachthaber und Defacto-Herrscher über Ostlibyen. Der Offizier war während der Herrschaft Muammar al-Gaddafis in den 1980er-Jahren Kommandeur im libysch-tschadischen Grenzkrieg. Nach seiner Gefangennahme 1987 ließ Gaddafi ihn fallen. Er wurde von den USA befreit, siedelte dorthin über, erhielt die amerikanische Staatsbürgerschaft und diente einige Jahre lang der CIA. 2011 beteiligte er sich am Sturz Gaddafis. Seit Mai 2014 ist er militärischer Befehlshaber der Libysch-nationalen Armee der in Tobruk residierenden libyschen (Gegen-)Regierung des Abgeordnetenrates und steht seit September 2014 im Rang eines Feldmarschalls. Die  Regierung unter Ägide Haftars kontrollierte zu dieser Zeit den Großteil Libyens mit Ausnahme der Region Tripolis unter der Government of National Accord (GNA) und insbesondere zahlreiche Ölquellen. Haftar ist eine der Schlüsselfiguren im zweiten Libyschen Bürgerkrieg und erhält militärische Unterstützung verschiedener Länder u. a. durch russische Söldner der „Gruppe Wagner“. Im November 2021 kündigte Khalifa Haftar seine Kandidatur für die Präsidentschaftswahl im Dezember 2021 an, bevor sie auf unbestimmte Zeit verschoben wurde.

## Leben
Von 1964 bis 1966 studierte er an der Militärakademie in Bengasi. Anschließend wurde er an der Frunse-Militärakademie in der Sowjetunion sowie in Ägypten weiter ausgebildet.
Am 1. September 1969 beteiligte sich Chalifa Haftar am erfolgreichen Putsch Gaddafis gegen König Idris von Libyen. Anschließend machte er Karriere in der libyschen Armee. Im Range eines Obersts fungierte Haftar als einer der Kommandeure der libyschen Interventionstruppen im Tschad.

### Im Dienst der CIA

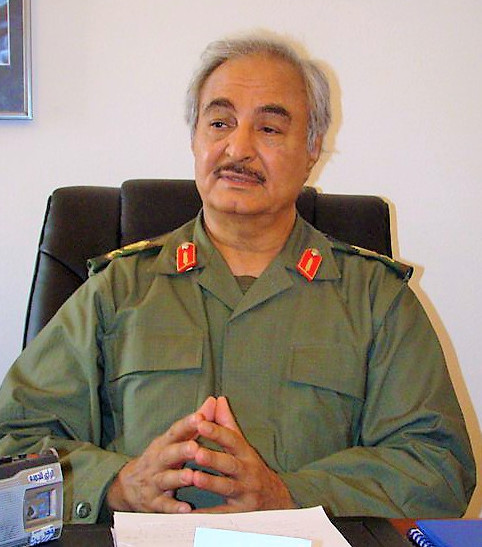
Chalifa Haftar (2011)

Ab Anfang 1987 wurden die libyschen Truppen im Tschad zurückgedrängt. Während der Kämpfe zwischen libyschen Truppen, tschadischen Rebellen, tschadischen Regierungstruppen und tschadischen Verbündeten (Franzosen, Zairer, US-Amerikaner) geriet Haftar im März 1987 bei der Schlacht um Wadi Dum in Gefangenschaft – wobei nicht vollkommen klar ist, ob er sich ergeben musste oder übergelaufen war. Insgesamt gerieten bis zu 2.000 libysche Soldaten in tschadische Gefangenschaft. Aus diesen libyschen Kriegsgefangenen formten die US-Amerikaner ab 1987 auf tschadischem Gebiet eine Anti-Gaddafi-Truppe unter dem Namen Libysche Nationalarmee (LNA), die als bewaffneter Arm der Nationalen Front für die Rettung Libyens dienen sollte. Es gibt unterschiedliche Angaben darüber, wie viele der libyschen Kriegsgefangenen sich dieser Front angeschlossen hatten. Nach dem Sturz des tschadischen Regimes evakuierten die USA im Dezember 1990 Haftar mit angeblich 350 Mann aus dem Tschad, im Mai 1991 erhielten diese dann Asyl in den USA. Demgegenüber wurden 250 Kriegsgefangene freigelassen und kehrten nach Libyen zurück. Anderen Angaben zufolge waren (zunächst) nur 220 libysche Söldner in die USA ausgeflogen worden, während zwischen 400 und 500 Kriegsgefangene freigelassen wurden und nach Libyen zurückkehrten. Haftar wurde US-Staatsbürger und arbeitete einige Jahre lang für die CIA. In Libyen wurde er in Abwesenheit zum Tode verurteilt. Aus dem US-amerikanischen Exil unterstützte er 1996 einen erfolglosen Umsturzversuch gegen Gaddafi.

### Aufstand gegen Gaddafi

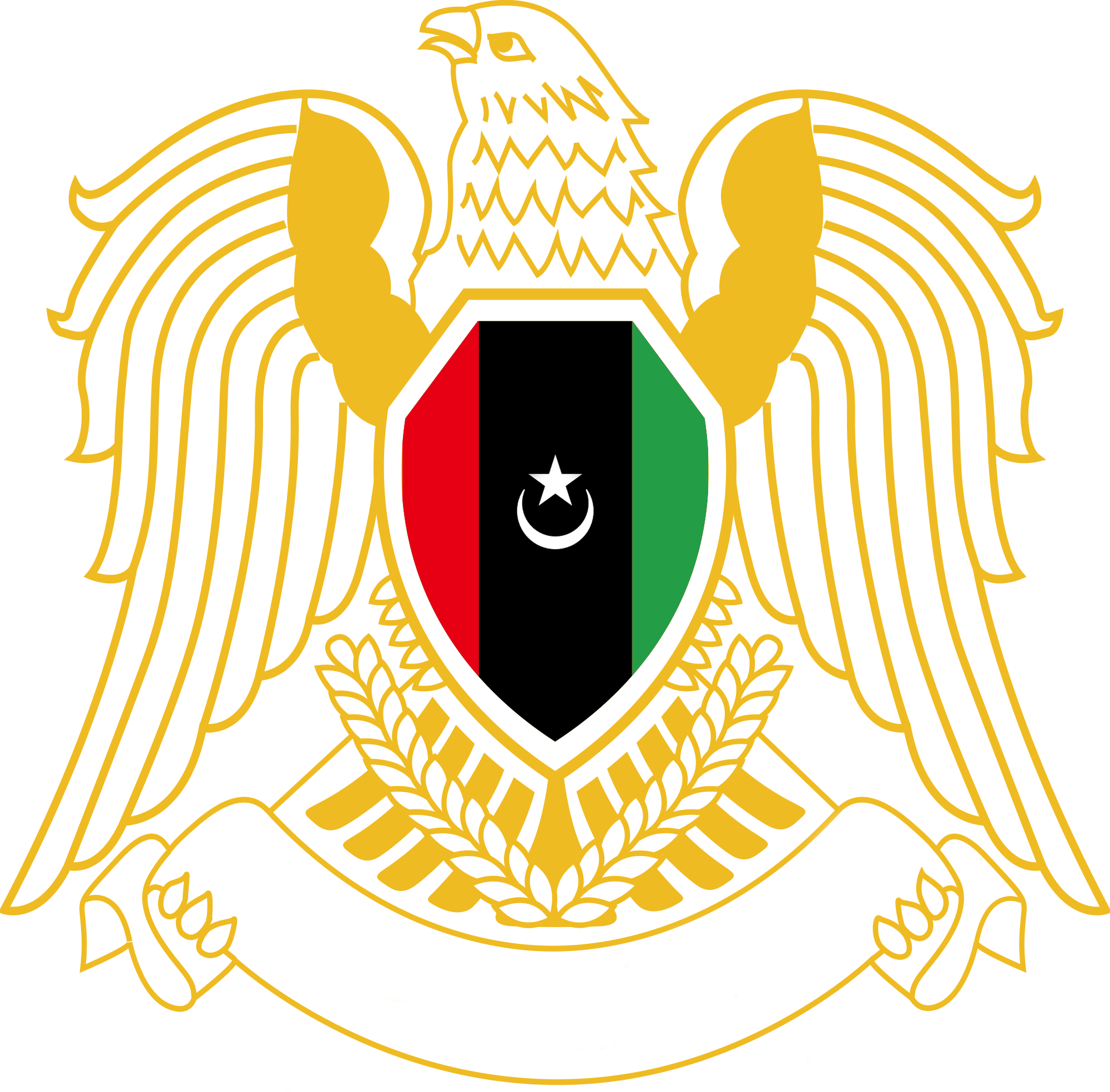
Das von Haftar verwendete Wappen Libyens

Er kehrte 2011 nach Libyen zurück und unterstützte den Aufstand gegen Gaddafi. Dort kommandierte er die Bodentruppen in der Kyrenaika. Nach dem Oberkommandierenden Abd al-Fattah Yunis und dem Generalstabschef galt er als der dritte Mann in der Hierarchie der Rebellen. Nach Yunis' Ermordung und dem Sturz Gaddafis im arabischen Frühling sollte Chalifa Haftar 2011 als Oberkommandant die Streitkräfte seines Landes neu organisieren. Diese Aufgabe wurde ihm aber nach kurzer Zeit entzogen. Die von ihm kontrollierten Sintan-Brigaden wendeten sich gegen islamistische Tendenzen. Am 18. Mai 2014 griffen Einheiten der Brigaden das Parlament an und besetzten es, zogen sich dann aber in von ihnen kontrollierte Gebiete um den Flughafen von Tripolis zurück. Zur gleichen Zeit lief eine zwei Tage zuvor gestartete Operation der Milizen Haftars gegen islamistische Gruppen in Bengasi. Regierung, Parlament und Armee Libyens warfen Haftar in einer gemeinsamen Erklärung einen Putschversuch vor. Der Kommandeur der Spezialkräfte der libyschen Armee und die Truppen auf dem Luftwaffenstützpunkt in Tobruk schlossen sich Haftar am 19. Mai 2014 an.

### Bürgerkrieg

Im Frühjahr 2019 beherrschte Haftars Armee bzw. die Tobruk-Regierung den Großteil Libyens (rot)

Am 2. März 2015 berief ihn das (ost-)libysche Repräsentantenhaus in Tobruk zum Oberbefehlshaber der Streitkräfte Libyens. Laut Artikel 8 der Zusatzbestimmungen zum Libyschen Politischen Abkommen, das am 17. Dezember 2015 in Skhirat (Marokko) unterzeichnet wurde und sofort in Kraft trat, ging der militärische Oberbefehl auf den durch das Abkommen geschaffenen Präsidialrat über; die Position des Oberbefehlshabers musste neu besetzt werden. Die Umsetzung dieser Bestimmung ist in Libyen weiterhin umstritten, nachdem das Repräsentantenhaus am 25. Januar 2016 dem Politischen Abkommen nur mit einem Vorbehalt gegen Artikel 8 zustimmte. Russland wünschte für Haftar eine führende Rolle in Libyen und wollte ihm Waffen liefern, sobald die Sanktionen aufgehoben würden. Auf politischer Seite wandte sich die östliche „Zentralbank“ schon 2015 an Russland und erhielt aus dessen Druckereien innerhalb dreier Jahre 9,7 Milliarden Libysche Dinar.
Auf dem Rückweg von einem Militäreinsatz in Syrien ankerte ein russischer Verband um den Flugzeugträger Admiral Kusnezow vor der ostlibyschen Küste. Dort wurde Haftar an Bord der Admiral Kusnezow genommen, wo er eine Videokonferenz mit dem russischen Verteidigungsminister Sergei Kuschugetowitsch Schoigu abhielt.
2017 reiste der General einige Male nach Moskau, wo er neben Schoigu auch den Außenminister Sergei Wiktorowitsch Lawrow traf. Neben Russland und Saudi-Arabien gelten vor allem Ägypten und die Vereinigten Arabischen Emirate, beide entschiedene Gegner aller Spielarten des Islamismus, als engste Verbündete Haftars, welche ihn mit Waffen und Streitkräften unterstützen. So unterhalten die Vereinigten Arabischen Emirate einen Luftstützpunkt in Ostlibyen mit AT-802-Flugzeugen sowie chinesischen Chengdu-Wing-Loong-Drohnen. Von Haftar ist keine Zusammenarbeit mit Islamisten zu erwarten. Auch Frankreich gilt als indirekter Unterstützer Haftars. Die Franzosen erwarteten von ihm eine wirksame Bekämpfung der Dschihadisten des IS, welche Haftar auch leistete. In Libyen wie auch international wurde diese Unterstützung immer wieder kritisiert. Möglich wäre, dass er damit auch die Unterstützung der USA gewänne.
Im Juli 2017 gab Haftar bekannt, die islamistische Miliz Ansar al-Scharia besiegt und Bengasi erobert zu haben. Im September waren nur noch einzelne Straßenzüge vom IS kontrolliert. Deren Rückeroberung ist wegen versteckter Sprengsätze gefährlich. Die Polizei, die für zwei Jahre nicht zu sehen gewesen war, zeigt wieder Präsenz.
Im August 2017 drohte er der italienischen Marine, deren Kriegsschiffe zu bombardieren, nachdem die italienischen Streitkräfte begonnen hatten, zugunsten as-Sarradschs zu intervenieren und in Tripolis und Misrata Stützpunkte zu errichten. As-Sarradschs Regierung wird von den Milizen aus Misrata sowie von den Muslimbrüdern, der Türkei und Katar unterstützt.
Die militärischen Organisationen Haftars ersetzen zivile Strukturen in den von ihm kontrollierten Gebieten durch Militärs. Zugleich werden seinen Truppen Massenhinrichtungen vorgeworfen.
Gleichzeitig wurden seine Truppen immer wieder Opfer von Massakern durch die Streitkräfte as-Sarradschs.
Anfang November 2017 wurden Haftars in Tripolitanien operierende Streitkräfte in al-ʿAzīzīya eingekesselt und zerschlagen. Ermöglicht wurde dies durch ein Überlaufen ihrer Verbündeten, wie Usama al-Dschuwaili-Einheiten. Diese vereinigten sich mit den aus Tripolis ausströmenden Truppen as-Sarradschs.
Ende 2017 kam es wieder zu einer Annäherung zwischen Haftar und as-Sarradsch. Ihre beiden Lager stimmten zu, eine gemeinsame Armee zu bilden, welche das Land befrieden, das Milizenwesen beenden und Neuwahlen Ende 2018 ermöglichen soll.
Nachdem seine Truppen bereits 2016 die Ölfelder südlich von Sirte erobert hatten, gelang ihm Anfang 2019 auch die Einnahme großer Teile des libyschen Südens mit den größten Ölfeldern des Landes. Hierbei gelang es ihm, mit einer Mischung aus Geld und Sicherheitsversprechen lokale Machthaber weitgehend gewaltfrei an sich zu binden. Zugleich ging er entschlossen gegen Milizen vor, die die lokale Bevölkerung terrorisierten. Dies steigerte sein Popularität im Land. Anfang April 2019 kündigte er einen Angriff auf Tripolis an.
Anfang April 2019 ließ Chalifa Haftar seine Truppen auf die Hauptstadt Tripolis marschieren. Es kam am 4. April zu Kämpfen mit den Truppen der GNA in den Vororten der Stadt. Am 15. April 2019 telefonierte Donald Trump mit Chalifa Haftar. In einer offiziellen Stellungnahme des Weißen Hauses erkannten die USA Haftars bedeutende Rolle beim Kampf gegen den Terror und bei der Sicherung der libyschen Ölreserven an. Nach der Eroberung von Gharyan zeigten die GNA erbeutete Javelin-Raketen in den Depots von Haftars LNA. Diese Raketen stammen offenbar aus den USA und wurden wohl 2008 an die Vereinigten Arabischen Emirate verkauft. Reporter werteten die Funde als weiteren Beleg für die Unterstützung der VAE für Haftar.
Am 24. November 2019 traf eine US-Delegation mit Chalifa Haftar zusammen. Ziel war ein Ende der Offensive. Die Delegation äußerte dabei schwere Bedenken gegen russische Einflussnahme „auf Kosten des libyschen Volkes“.
Am 6. Januar 2020 nahmen die Milizen Haftars die libysche Hafenstadt Sirte ein. Haftar lehnte im Januar einen von Russland und der Türkei vorgeschlagenen Waffenstillstand ab. Er verließ Moskau, ohne das Dokument zu unterzeichnen. Nach russischen Pressemeldungen habe ihm ein verbindlicher Zeitplan für die Auflösung von regierungstreuen Gruppen in der Vereinbarung gefehlt. Im April 2020 kündigte er ein im Dezember 2015 getroffenes UNO-Abkommen auf, das die Machtverteilung in Libyen erklärte.
Als die Libysche Einheitsregierung im Jahr 2021 unter dem Ministerpräsidenten Abdulhamid al-Dbaiba gebildet wurde, umgingen sie Haftars Verbündete, und so stellen Vertraute von Haftar keine Minister. Daraufhin blockierte Haftar, dass die Libysche Einheitsregierung ihre Macht auch im Osten des Landes ausüben kann.
Haftar ernannte seinen Sohn Saddam im August 2025 zum stellvertretenden Oberbefehlshaber, was als Anzeichen für dessen Nachfolge gesehen wird. Saddam diente ihm bis dato als Stabschef und war zuvor seit 2016 Brigadekommandeur.

## Rezeption
Haftars Ziele
Jonathan Winer, im September 2013 zum State Department’s Special Envoy for Libya and Senior Advisor for MEK Resettlement ernannt und im Amt bis 2016, fast bis zum Ende der zweiten Regierung Obama, schrieb auf Twitter (heute X):
“Haftar has built patronage networks over a five-year period now strengthened by foreign financial support and military support. His goal has long been to take [the] country by mixture of conquest and acclamation and to end ‘politics’ and replace that with military rule.”
(etwa: Haftar hat über einen Zeitraum von fünf Jahren Klientelnetzwerke aufgebaut, die nun durch ausländische Finanzhilfe und militärische Unterstützung gestärkt werden.
Sein Ziel ist es seit langem, das Land durch eine Mischung aus Eroberung und Akklamation einzunehmen, die „Politik“ zu beenden und sie durch eine Militärherrschaft zu ersetzen.)